# Рінікен
Рінікен (нім. Riniken) — громада  в Швейцарії в кантоні Ааргау, округ Бругг.

## Географія
Громада розташована на відстані близько 85 км на північний схід від Берна, 16 км на північний схід від Аарау.
Рінікен має площу 4,8 км², з яких на 12,4% дозволяється будівництво (житлове та будівництво доріг), 30,5% використовуються в сільськогосподарських цілях, 56,9% зайнято лісами, 0,2% не є продуктивними (річки, льодовики або гори).

## Демографія
2019 року в громаді мешкало 1459 осіб (+0,3% порівняно з 2010 роком), іноземців було 18%. Густота населення становила 307 осіб/км².
За віковим діапазоном населення розподілялося таким чином: 21,2% — особи молодші 20 років, 55,4% — особи у віці 20—64 років, 23,3% — особи у віці 65 років та старші. Було 631 помешкань (у середньому 2,3 особи в помешканні).
Із загальної кількості 277 працюючих 24 було зайнятих в первинному секторі, 57 — в обробній промисловості, 196 — в галузі послуг.